# Daniel Barták
Daniel Barták (* 29. listopadu 1980 Praha) je český herec, hudební skladatel, zpěvák a pianista, který se stal známý moderováním hudebně-zábavního pořadu Hvězdy u piana (2007), účinkováním v pražských muzikálech a působením v české hudební branži jako hudební skladatel a producent.

## Život
Je synem hudebního skladatele Zdeňka Bartáka se kterým mj. od roku 2001 také spolupracuje na všech jeho hudebních projektech jako aranžér a hudební producent.
Od 6 let hrál na piano na LŠU (Voršilská). V roce 1996 studoval na Pražské konzervatoři hudebně-dramatický obor herectví a od roku 1999 studoval uměleckou školu San Juan v Kalifornii (USA). 
Od roku 2002 působil jako zpěvák a herec v několika pražských muzikálových divadlech. 
V éře první řady TV pořadu Česko hledá SuperStar se jako hudební producent ujal zpěváka Tomáše Savky, kterému s vydavatelstvím EMI Monitor vyprodukoval 2 CD, na kterých se podílel i jako autor písní. Společně s Helenou Vondráčkovou a Petrem Vondráčkem moderoval zábavní hudební pořad Hvězdy u piana na TV Prima (2007). 
Jako hudební skladatel píše např. hudbu k filmům režiséra Filipa Renče. Složil hudbu k známému seriálu Sanitka 2 nebo také k filmu Sebemilenec se Simonou Stašovou v hlavní roli. Produkuje a skládá veškerou hudbu a texty pro hudební skupinu DPH. Jeho významným autorským dílem je muzikál Mefisto uváděný v Divadle Hybernia od roku 2016. Toto představení dostalo hlavní cenu Thálie, kterou za ztvárnění hlavní role převzal Josef Vojtek, a také ocenění na 12th DIMF – muzikálovém festivalu, kde Daniel Barták získal hlavní cenu za mužský herecký výkon v hlavní roli Andreucia.

## Účinkování

### Divadlo (výběr)
- 2001 – Romeo a Julie – Romeo – Divadlo Spirála, režie: Petr Novotný
- 2001 – Popelka – Princ – GoJa Music Hall, režie: Martin Novotný
- 2003 – Bídníci – Coufeyrac – GoJa Music Hall, režie: Petr Novotný
- 2009 – Mona Lisa – Salai – Divadlo Broadway, režie: Libor Vaculík
- 2010 – Baron Prášil – Frank – Divadlo Hybernia, režie: Filip Renč
- 2011 – Kat Mydlář – Jan Jessenius ml., Divadlo Broadway, režie: Libor Vaculík
- 2014 – Sněhová královna – On – Divadlo Hybernia, režie: Lumír Olšovský
- 2017 – Mefisto – Andreucio – Divadlo Hybernia, režie: Zdeněk Zelenka a Filip Renč

### Film (výběr)
- 1996 – Herkules – Mladý Herkules (zpěv) – Walt Disney Pictures
- 1997 – Ohrada Snů – Ondřej – Česká televize, režie: Jan Novák

### Jiné účinkování (výběr)
- 1998 – Anděl s ďáblem v těle – Klavír (orchestr Karla Vlacha) – Hudební divadlo Karlín
- 2001 – Romeo & Juliet – hudební aranžmá – Seoul Performing Art Company (SPAC)
- 2002 – Sněhová královna – hudební aranžmá – Bonton
- 2002 – Christmas Carol – hudební aranžmá – Seoul Performing Art Company (SPAC)
- 2003 – Nemocnice na kraji města po dvaceti letech (seriál) – hudební aranžmá – Česká televize
- 2003 – Support Lesbiens (Live DVD koncert) – hudební aranžmá a Klavír – Česká televize
- 2004 – Tomáš Savka (CD Já si tě stejně najdu) – hudební producent, aranžmá a autor – EMI Monitor
- 2005 – Jedna noc na Karlštejně – hudební aranžmá – Těšínské divadlo
- 2005 – Tomáš Savka (CD Neslibuju modrý z nebe) – hudební producent, aranžmá a autor – EMI Monitor
- 2006 – Hrátky s čertem – hudební aranžmá – Těšínské divadlo
- 2007 – Hvězdy u piana (zábavný pořad) – moderování, zpěv, klavír – TV Prima
- 2008 – Cesta kolem světa – hudební aranžmá – Těšínské divadlo
- 2008 – Zdivočelá země (3. řada seriálu) – hudební aranžmá – Česká televize
- 2010 – Baron prášil – hudební aranžmá – Divadlo Hybernia
- 2010 – Jeptišky – hudební aranžmá – Divadlo Na Fidlovačce
- 2011 – Zdivočelá země (4. řada seriálu) – hudební aranžmá – Česká televize
- 2011 – Kingdom Of The Winds – hudební aranžmá – Seoul Performing Art Company (SPAC)
- 2011 – Policie Modrava (1. řada seriálu) – hudební aranžmá – TV Nova
- 2012 – Lucerna – hudební aranžmá – Těšínské divadlo
- 2013 – Casanova – hudební aranžmá – Divadlo Broadway
- 2014 – Sněhová královna – hudební aranžmá – Divadlo Hybernia
- 2014 – Policie Modrava (2. řada seriálu) – hudební aranžmá – TV Nova
- 2017 – Policie Modrava (3. řada seriálu) – hudební aranžmá – TV Nova

## Autorská tvorba

### Filmy (výběr)
- 2011 – Vetřelci a lovci: Krutá nevěra (hudba k filmu)
- 2011 – Vetřelci a lovci: Užij si se psem (hudba k filmu)
- 2013 – Sanitka 2 (hudba k seriálu)
- 2013 – Sebemilenec (hudba k filmu)
- 2018 – Kouzelník Žito (hudba k filmu)

### Muzikály (výběr)
- 2016 – Mefisto (hudba)
- 2019 – Malý princ (hudba)
- 2021 – Strašidlo Cantervillské (hudba)

### Písně (výběr)
- 2004 – Tomáš Savka – „Motel na konci světa“ (hudba)
- 2004 – Šárka Vaňková – „Chci být s tebou“ (hudba)
- 2005 – Tomáš Savka – „Nebuď hloupá“ (hudba)
- 2007 – Jakub Smolík – „Co víc si můžem přát“ (hudba)
- 2013 – Daniel Barták – „Don't Give Up“ (ze seriálu Sanitka 2) (hudba a text)